# Netwerktheorie

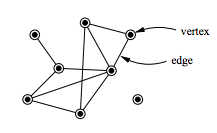
Voorbeeld van een netwerk

De netwerktheorie is een onderdeel van de grafentheorie en richt zich met name op de studie van grafen als vertegenwoordigers van de samenhang binnen te onderzoeken netwerken. Deze netwerken kunnen zeer uiteenlopend zijn zoals het wereldwijd web, eiwit-eiwitinteracties en sociale netwerken.
Netwerktheorie vertoont veel raakvlakken met andere disciplines zoals de computerwetenschap, de netwerkwetenschap, de economie, de deeltjesfysica, de biologie en de fysiologie.